# ديفيد لارا
ديفيد لارا (بالإنجليزية: David Lara)‏ (26 نوفمبر 1980 بشيكاغو في الولايات المتحدة - ) هو لاعب كرة قدم أمريكي في مركز الدفاع. لعب مع تشارلستون بيتري وMilwaukee Rampage ‏ وSyracuse Salty Dogs ‏.

## وصلات خارجية
- ديفيد لارا على موقع قاعدة بيانات كرة القدم.إي يو (الإنجليزية)